# 增田長盛
增田長盛（1545年—1615年6月23日）是日本戰國時代、安土桃山時代和江戶時代初期的武將。五奉行的其中一人，別稱仁右衛門。官位從五位下・右衛門少尉。

## 略歷
最初為一向宗門徒，仕於織田信長，後來成為羽柴秀吉的家臣，領有200石。跟隨秀吉征伐中国，進攻鳥取城時擔任「陣中物商奉行」。天正10年（1582年）擔任奏者（公家傳遞役），外交方面曾與上杉景勝交涉。
天正12年（1584年）3月小牧長久手之役時，擔任先鋒討取首功，加封2萬石。翌年天正13年（1585年）3月征討紀州時，與大谷吉繼共率2000兵，討取根來眾津田監物、西谷延命院等人（『根來寺燒討太田責細記』），敘任從五位下右衛門尉。
後來與石田三成、長束正家辦理太閤檢地，負責近江國、美濃國、越後國等地的檢地，效果出色，也積極辦理普請、進行京都鴨川的三条大橋、五条大橋改修工事。
文祿元年（1592年）文祿慶長之役時，與石田三成、大谷吉繼渡海抵達朝鮮，於漢城駐留，擔任占領地統治及兵站奉行，後來參與碧蹄館之戰、幸州山城之戰等。文祿4年（1595年）後成為大和20萬石的領主，並延攬高田一英、淺井井賴等大和大納言家的舊臣。
在關原之戰中，加入了石田三成的西軍，但是並未參加本戰，而是與毛利輝元留在大坂城，在西之丸率兵3000擔任守備部隊。戰後的9月25日，出家謝罪，領地全部沒收，原本要流放高野山，但在岩槻城主高力清長勸告家康後，改在武藏國隱居。
慶長19年（1614年）8月，家康打算延攬長盛擔任與大坂方和議的使者，但遭到長盛拒絕。元和元年（1615年），仕於尾張藩主德川義直的兒子増田盛次，與長盛相談後，徵得義直的諒解，於大坂夏之陣時離開尾張藩，進入大坂城，加入了豐臣軍，戰敗後被追究責任而自殺，享年71。
墓所在埼玉縣新座市的平林寺。

## 子孙
- 増田盛次 - 嫡男。
- 増田長勝 - 庶長子。1564年生。后来成为了叔父長俊的养子。子孙现存于世。
- 増田新兵衛 - 三男。盛次的同母弟。与長盛一同前往高野山，后继承増田本家家督。

此外，幕府末期的近江膳所藩士增仁右衛門（正房），也有相关不明。